# Zythos simplaria
Zythos simplaria är en fjärilsart som beskrevs av Pieter Cornelius Tobias Snellen 1899. Zythos simplaria ingår i släktet Zythos och familjen mätare. Inga underarter finns listade i Catalogue of Life.